# Yūko Nakagawa
Pour les articles homonymes, voir Nakagawa (homonymie).
Yūko Nakagawa (中川 郁子, Nagakawa Yūko), née le 22 décembre 1958, est une femme politique japonaise, représentant Hokkaidō à la Chambre des représentants du Japon pour le Parti libéral-démocrate japonais. Elle est également nommée en 2014 dans le gouvernement Abe III au poste de secrétaire parlementaire chargée de l'Agriculture, des Forêts et de la Pêche.

## Jeunesse et études
Nakagawa naît le 22 décembre 1958 à Niigata. Elle déménage à Tokyo jeune, à la suite d'une mutation de son père. Elle obtient son diplôme de littérature japonaise en mars 1981, après ses études à l'Université du Sacré-Coeur (en). Après l'obtention de son diplôme, elle travaille à Mitsubishi pendant une année. 
Après la mort de son mari en 2009, elle rejoint l'Université d'agriculture et de médecine vétérinaire d'Obihiro, pour une reconversion professionnelle.

## Carrière électorale
Elle décide de se lancer en politique en 2010, et rejoint le Parti libéral-démocrate, parti de son mari, pour candidater au poste de représentant de la onzième circonscription de Hokkaidō, circonscription historique de son mari, resté député 26 ans de cette circonscription, et de son père avant lui. Elle devient cheffe de file du parti de la circonscription en août 2011, et débute sa campagne électorale. 
Elle se présente aux élections législatives japonaises de 2012 et affronte Tomohiro Ishikawa (en), qui avait battu son mari en 2009. Elle est élue à la suite de cette élection, et devient la première femme à représenter la circonscription. 
Elle est réélue en 2014 lors des élections législatives de la même année, opposée cette fois à Takeshi Mitsu, ancien membre de l'assemblée préfectorale de Hokkaidō, puis rejoint le gouvernement Abe III au poste de secrétaire parlementaire chargée de l'Agriculture, des Forêts et de la Pêche. 
Elle se représente en 2017, cette fois contre Kaori Ishikawa, investie par le Parti démocrate constitutionnel et femme de Tomohiro Ishikawa (en), son adversaire des élections de 2012. Elle échoue à se faire réélire à la suite de cette élection, et n'obtient pas de siège à l'issue de la relance proportionnelle.   
Nakagawa se représente aux élections législatives de 2021, et retrouve sa place à la Diète, mais en tant que représentant proportionnel, la onzième circonscription étant toujours tenue par Kaori Ishikawa. À l'issue de cette élection, elle rejoint la faction Shikōkai (en) du PLD, dirigée par Tarō Asō. Elle se présente à nouveau lors des élections législatives d'octobre 2024, mais perd son siège proportionnel à l'issue du scrutin. Elle annonce en février 2025 prendre sa retraite de la vie politique, et son intention de laisser sa place de représentante du PLD dans la onzième circonscription de Hokkaidō à la nouvelle génération.   

## Prises de positions
Au sein de la Diète, elle rejoint le Comité de l'agriculture, des forêts et des pêches. Elle s'implique dans plusieurs questions et projets de lois liés à la sécurité alimentaire, ainsi qu'à la protection des agriculteurs japonais, sa circonscription étant l'une des plus rurales du pays. Elle rejoint également en 2015 la commission spéciale de la Chambre des représentants sur la question des enlèvements par la Corée du Nord.
Comme la majorité des représentants de son parti, elle fait la promotion et soutient les Abenomics, politique économique japonaise promue par le premier ministre Shinzō Abe. Elle estime également que l'énergie nucléaire est nécessaire à la contribution énergétique japonaise. Elle souhaite également une révision de la constitution antimilitariste du Japon, ainsi que la mise en place d'une force militaire japonaise.
D'un point de vue social, elle s'oppose à la légalisation du mariage homosexuel au Japon en 2017, mais annonce être revenue sur ces propos en 2024, et y est désormais favorable. Elle s'oppose également à la mise en place de régulations concernant l'intelligence artificielle générative, prétextant qu'il faut encourager l'innovation technologique.

## Controverses
Nakagawa a été surprise en train d'embrasser son collègue membre de la chambre des représentants et lui aussi membre du PLD Hirofumi Kado (ja), déjà marié. Malgré le scandale, Shinzo Abe maintient son soutien à Nakagawa et la maintient au gouvernement. Cet incident est jugé par les médias comme l'une des raisons principale de son échec à sa réélection en 2017.

## Vie privée
Elle est l'épouse de Shōichi Nakagawa, qu'elle a rencontré à 19 ans, lui aussi représentant de la onzième circonscription de Hokkaidō. Ce dernier décède en 2009 dans des circonstances troubles.